# Pol Bouin

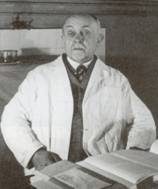
Pol Bouin

André Pol Bouin (* 11. Juni 1870 in Vendresse, Ardennes; † 5. Februar 1962 ebenda) war ein französischer Mediziner, Zytologe, Endokrinologe und Histologe.
Bouin war der Sohn eines Veterinärmediziners. Er studierte Medizin an der Universität Nancy, wo er ein Schüler von Auguste Prenant (1861–1927) war. Er lehrte danach unter anderem in Algier und war in Nancy dort ab 1908 Professor für Histologie als Nachfolger seines Lehrers Prenant. Im Ersten Weltkrieg diente er als Arzt und baute danach mit Geldern der Rockefeller Foundation ein Institut für Histologie an der Universität Straßburg auf, wo er bis zum Ende seiner Karriere blieb, wobei die Universität während des Zweiten Weltkriegs nach Clermont-Ferrand evakuiert wurde. 1946 ging er in den Ruhestand.
In der Endokrinologie entdeckte er mit Paul Ancel (1873–1961), mit dem er dreißig Jahre zusammenarbeitete, dass Testosteron in den Leydig-Zellen erzeugt wird (um 1897). Beide entdeckten auch die zentrale Rolle des Gelbkörpers im weiblichen Hormonzyklus (um 1908).
Eine Fixiersubstanz in der Pathologie trägt seinen Namen und wurde von ihm 1897 beschrieben.
1961 erhielt er die Goldmedaille des CNRS. Er war seit 1945 Mitglied der Académie des sciences und Kommandeur der Ehrenlegion.
Zu seinen Schülern gehört Robert Courrier.

## Schriften
- mit Prenant, Maillart Cytologie generale, Band 1, Schleicher, Paris 1904, Band 2, Masson, Paris 1911
- Elements d´Histologie, 2 Bände, Alcan, Paris, 1929, 1932